# Sankoré

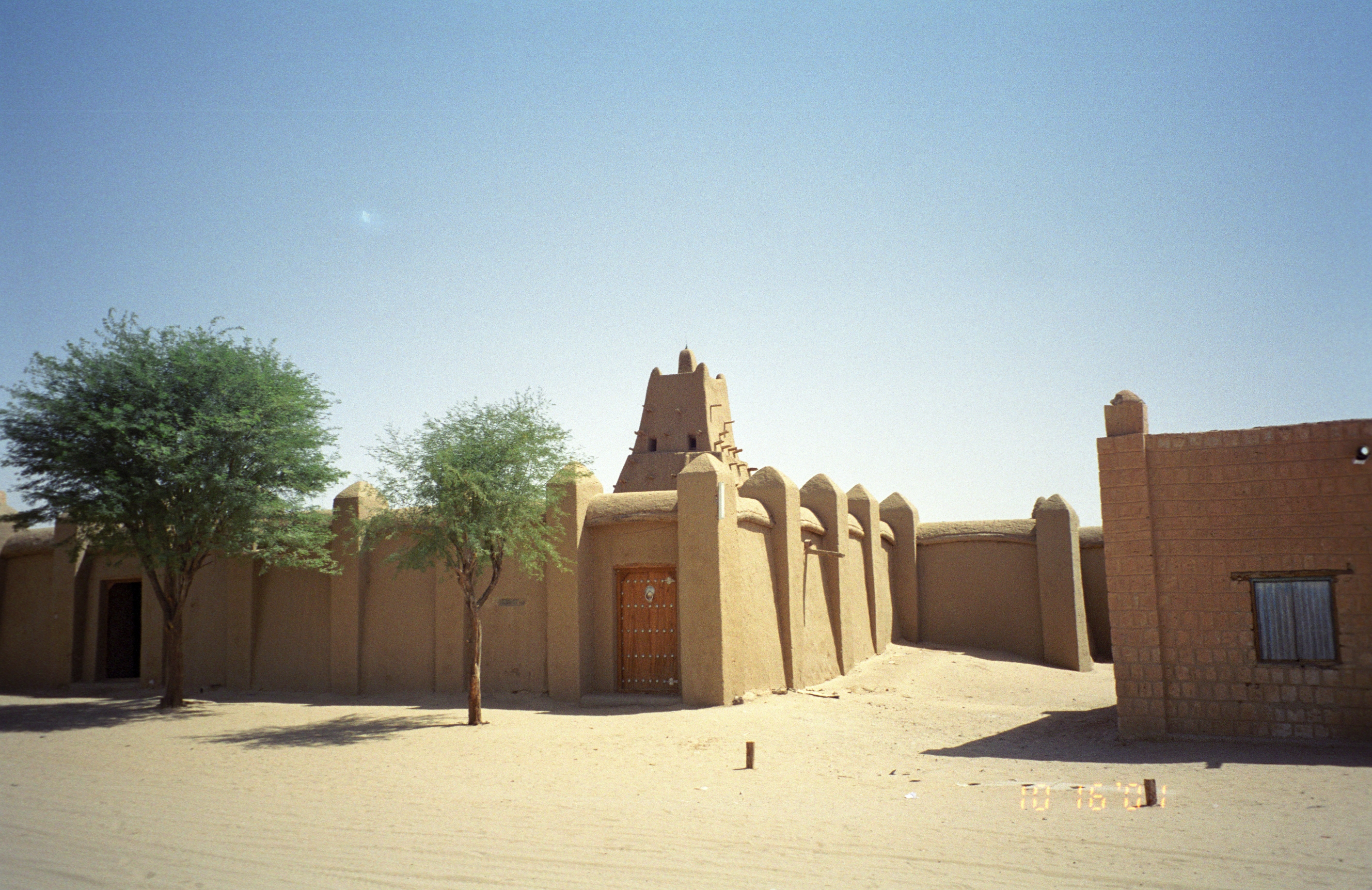
La mosquée (2005).

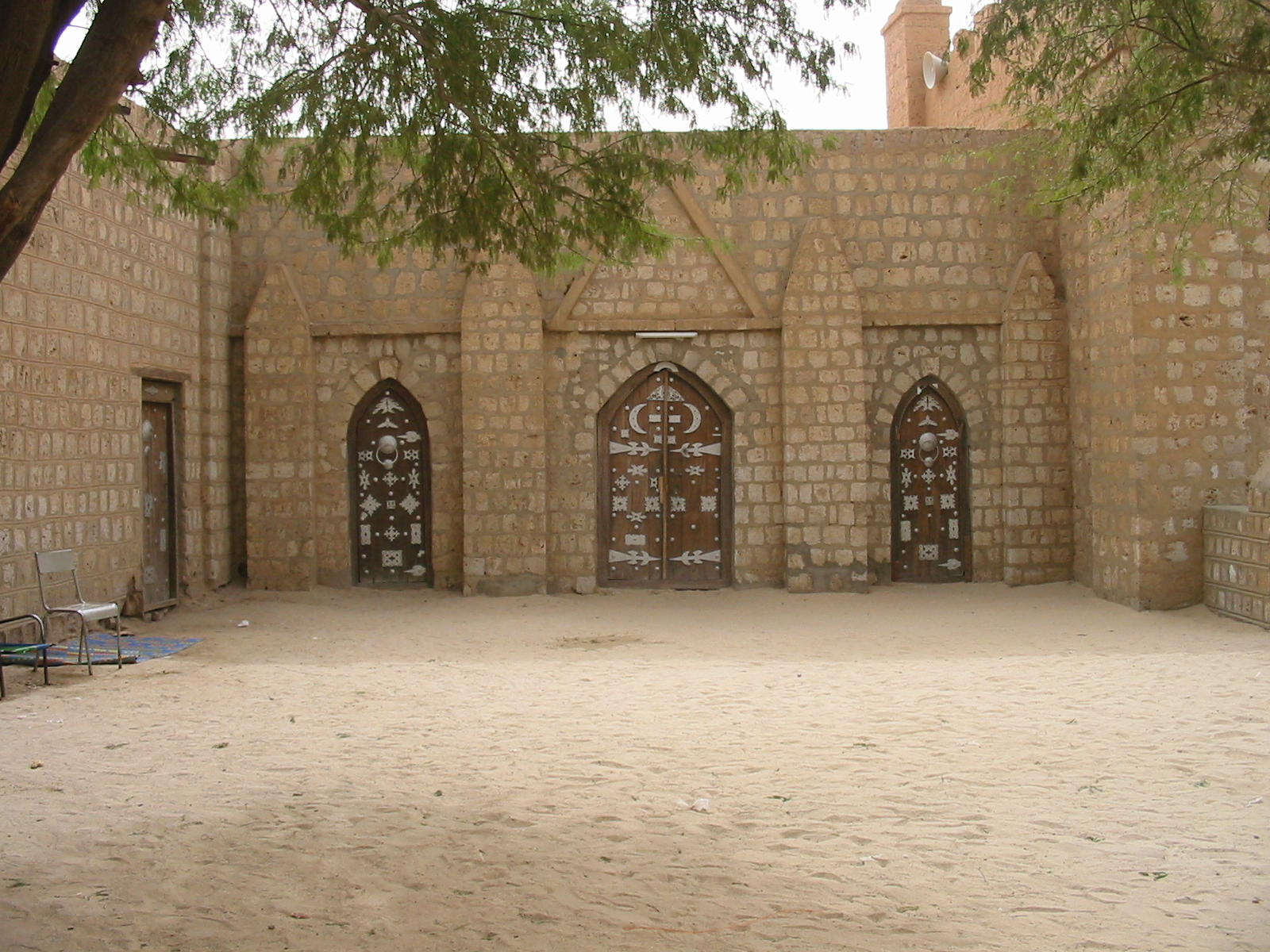
Les portes de Sankoré.

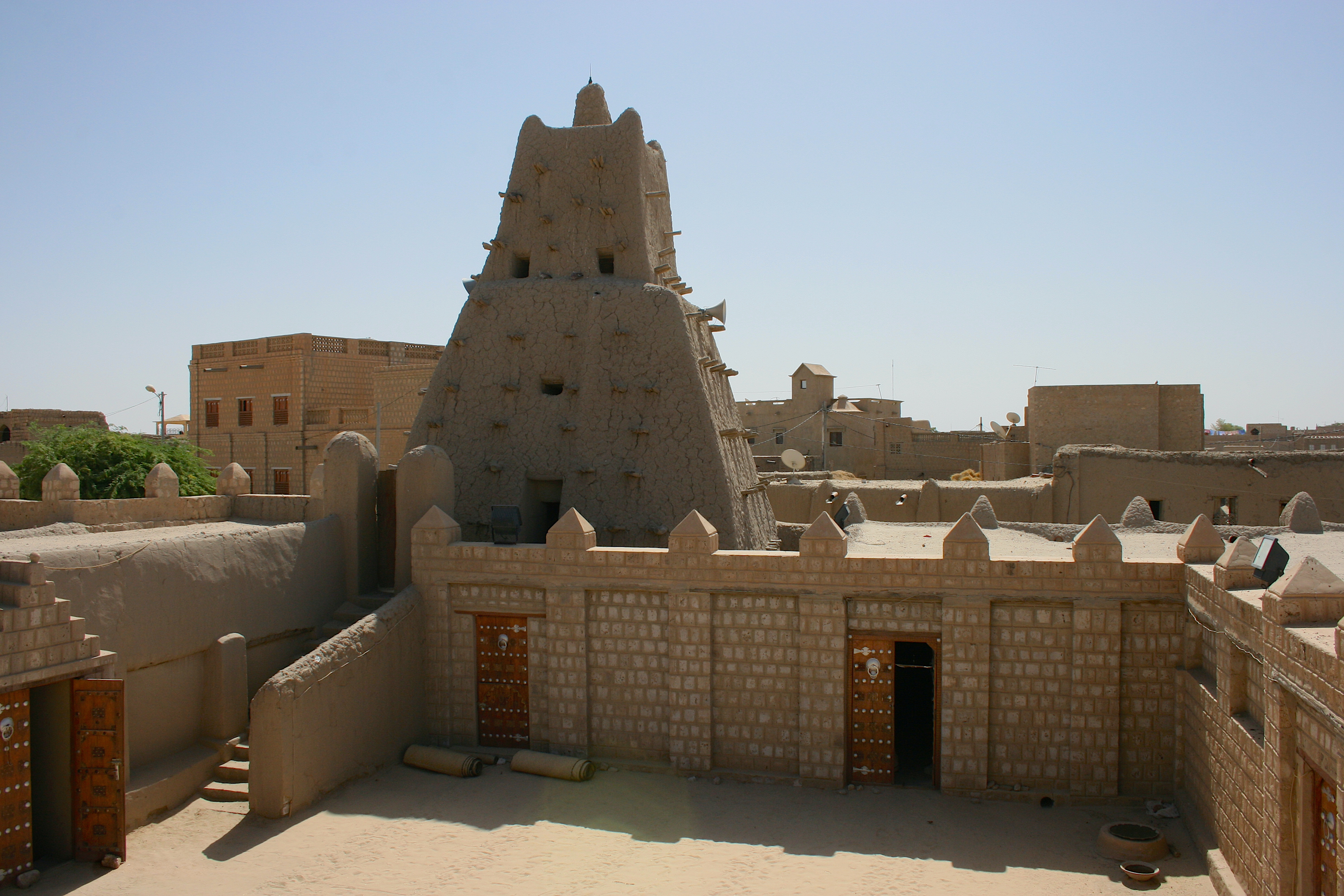
Dans la cour de la Mosquée de Sankoré

Pour les articles homonymes, voir Sankoré (homonymie).
La médersa, l'université ou la mosquée de Sankoré, construite en 1325, est l'un des trois anciens centres de formations universitaires situés dans la ville de Tombouctou, au Mali. Elle a formé des générations d’intellectuels musulmans jusqu'à aujourd’hui. Elle est également l'une des trois grandes mosquées de Tombouctou (Djingareyber, Sankoré et Sidi Yahya).
Elle est construite en banco.
L’université de Sankoré a contribué en 1988 à l'inscription de la ville de Tombouctou sur la liste du patrimoine mondial de l’Unesco pour ses richesses culturelles (mosquée, mausolées , manuscrits) et historiques.

## Histoire
La mosquée (ou centre universitaire) de Sankoré a été construite entre 1325 et 1327 sous le règne de l'empereur de Kankan Moussa, puis restaurée par l’Imam Al Aqib entre 1578 et 1582. Ce dernier fit démolir le sanctuaire et le reconstruisit en lui donnant les dimensions de la Kaaba de La Mecque,.

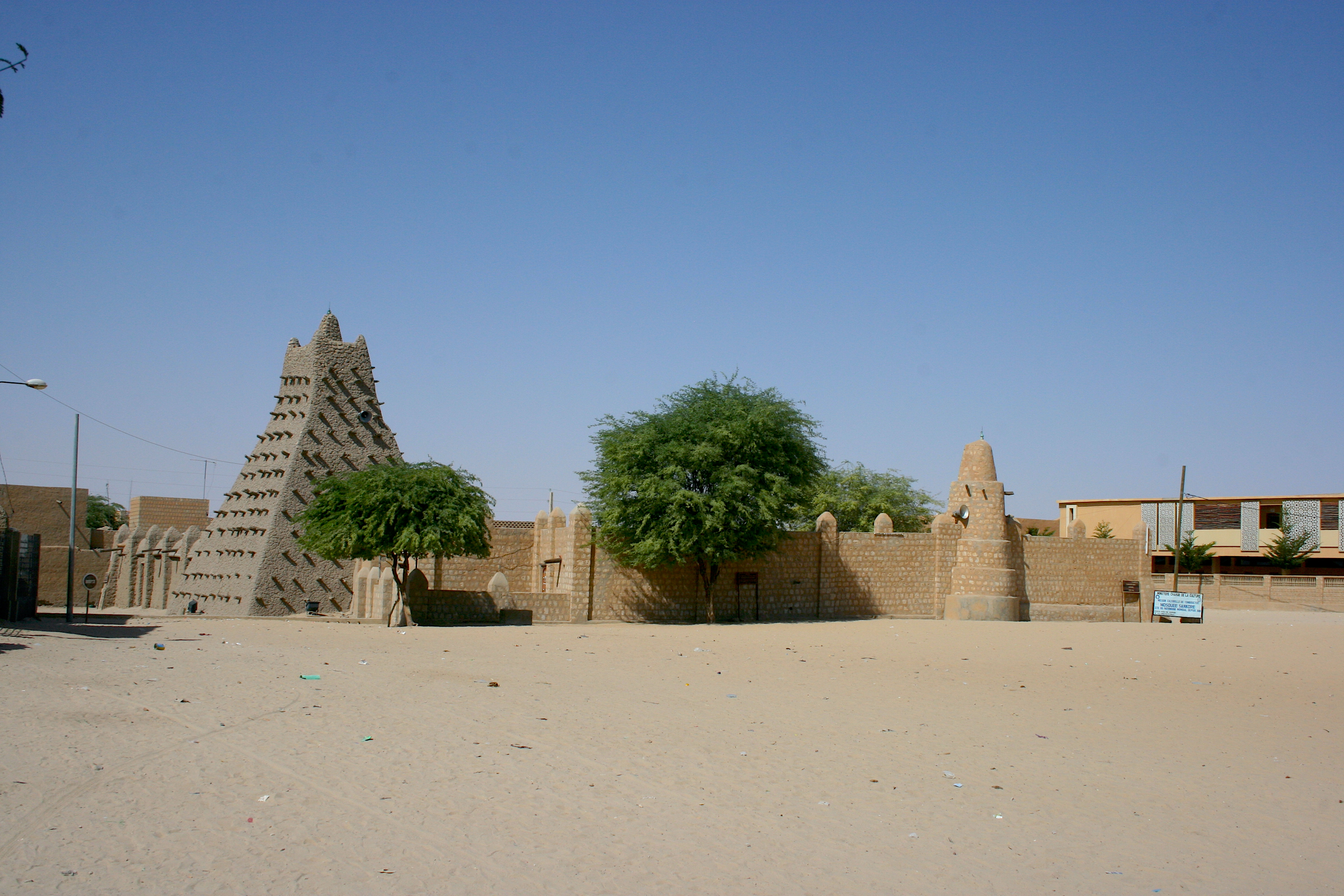
La Mosquée Sankoré

## Élèves
Aux XVe et XVIe siècles, 25 000 élèves s’instruisent alors dans le complexe universitaire Sankoré.

## Manuscrits

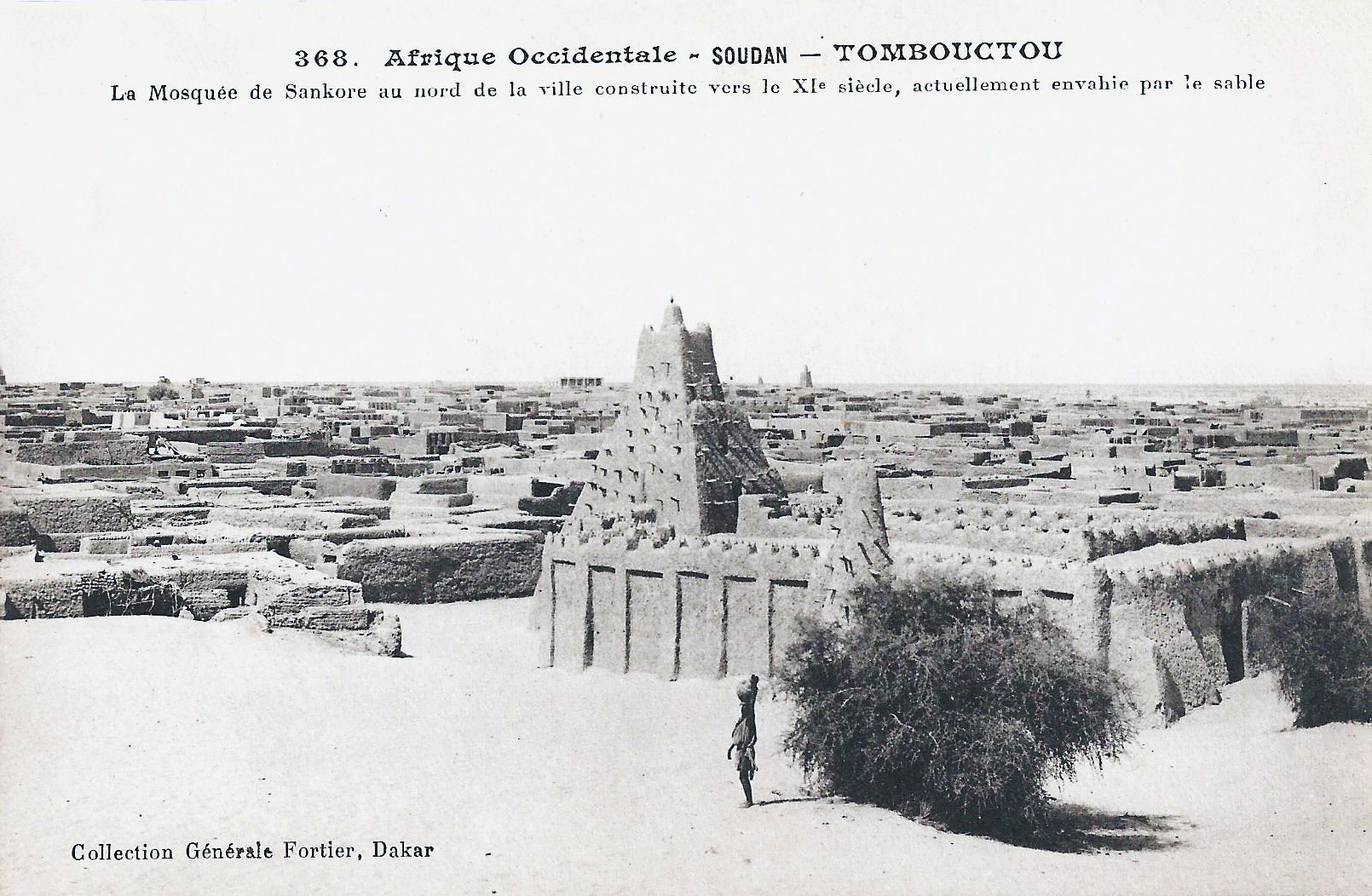
La mosquée de Sankoré (photo par Fortier, vers 1905).

L’université rassemble un ensemble de près de cent mille manuscrits datant de la période impériale ouest-africaine (au temps de l’empire du Ghana, de l’empire du Mali et de l’Empire songhaï) aujourd’hui détenus par les grandes familles de la ville. Ils sont pour la plupart écrits en arabe ou en peul, par des savants originaires de l’ancien empire du Mali et contiennent un savoir didactique notamment dans les domaines de l’astronomie, de la musique, de la botanique… Des manuscrits plus récents couvrent les domaines du droit, des sciences, de l’histoire (avec d’inestimables documents comme le Tarikh el-Fettash (Chronique du chercheur) de Mahmoud Kati sur l’histoire du Soudan au XVe siècle et le Tarikh es-Soudan (Chronique du Soudan) d’Abderrahmane Es Saâdi au XVIIe siècle), de la religion, du commerce.
Certains de ces textes gardent la trace de la tradition des grands jurisconsultes de l’Islam de l’Empire du Mali : Ahmed Baba – l’un des intellectuels les plus réputés du XVIe siècle – est l’auteur d’un dictionnaire daté de 1596 présentant en particulier le fonctionnement des écoles et universités qui réunissaient 25 000 élèves et étudiants dans la ville de Tombouctou.
Un recueil sur « les bons principes de gouvernement » rédigé par Abdul Karim Al Maguly remonte au règne de l’empereur Askia Mohammed (1493-1528). Ce document atteste l’existence d’institutions étatiques très développées.

## Dans la culture populaire
- L'université de Sankoré peut être construite comme merveille mondiale dans plusieurs opus de la franchise Sid Meier's Civilization (Civilization IV, Civilization VI et Civilization Revolution 2).